# 한큐 고베 본선
한큐 전철 고베 본선(일본어: 阪急神戸本線)은 오사카부 오사카시 기타구의 우메다역과 효고현 고베시 주오구의 고베산노미야 역]을 잇는 한큐 전철의 철도 노선이다. 고베 본선 자체를 가리켜서, 또는 그 지선을 포함한 통상적인 이름으로 고베 선(일본어: 神戸線)이라고 불린다.

## 개요
오사카와 고베를 고속으로 연결하는 것을 목표로 건설되었기 때문에, 대부분이 직선 형태의 선로로 오사카와 고베를 잇는다. 초창기의 계획에서는 이타미 부근의 개발을 명목으로 부설 허가를 요청하였기 때문에 현재보다도 더 북쪽의 이타미 역과 몬도야쿠진 역을 통과하는 루트로 되어 있었다. 후에 오사카와 고베 구간의 단시간 연락을 목적으로 현재의 루트로 변경되었기 때문에, 원래의 노선을 연장하여 이타미 선이 건설되었다. 또한, 오사카와 고베 구간의 주택지를 병행하는 한신 전기 철도 본선과 JR 고베 선(도카이도 본선)보다도 산지에 가까운 쪽으로 주행하고 있다.
직선 구간이 많고, 또한 대도시권 내의 사철노선으로서는 역간 거리가 비교적 길기 때문에, 낮 시간대에는 보통열차를 포함하여 대부분의 구간에서 100km/h 전후의 속도(영업최고속도는 115km/h)로 운전되고 있다.
다만, 미카게 역 직전(오사카 방면)에는 S자로 된 커브가 존재하기 때문에, 이 구간에서는 최고속도가 90km/h로 제한되어 있다. 이 구간은 과거에는 최고속도가 65km/h로 제한되어 감속을 강하게 하고 있었는데, 선형 개량 공사(완화곡선 연장·장선화(長線化)·캔트 수정)에 의해 1993년 7월에 최고속도 70km/h로, 2006년 10월에 최고속도 90km/h로 향상되었다.
간자키가와 역 서측의 간자키가와 교량에는 방조문(防潮門)이 설치되어 있는데, 태풍 접근에 의한 고조(高潮)나 지진 후의 쓰나미 등에 대한 대책으로서 이 경우 폐쇄 조치가 이루어진다. 이 경우에, 우메다 - 소노다 구간은 운휴(이 중 소노다 - 주소 구간은 고베 본선만 운휴)하나, 과거에는 주소 - 간자키가와 구간에서 상행선만을 이용해 오리카에시 운전을 하는 것이나, 소노다 역의 오리카에시 선을 이용하여 소노다 - 산노미야 구간에 보통열차만을 오리카에시하여 운행하는 경우도 있다. 우메다 - 니시노미야키타구치 구간의 대체 노선으로서는, 다카라즈카 본선(우메다 - 다카라즈카)·이마즈 (북)선(다카라즈카 - 니시노미야키타구치)를 경유하라는 안내가 이루어진다.

## 운행 형태
| 역명 | 준급               | 통급 | 급행 | 쾌급 | 통특 | 특급 | 직특 |
| --- | ------------------ | ---- | ---- | ---- | ---- | ---- | ---- |
| 오사카 우메다 | ●                  | ●    | ●    | ●    | ●    | ●    |      |
| 나카쓰 | ↑                  | ｜   | ｜   | ｜   | ｜   | ｜   |      |
| 주소 | ●                  | ●    | ●    | ●    | ●    | ●    | ●    |
| 간자키가와 | ↑                  | ｜   | ｜   | ｜   | ｜   | ｜   | ｜   |
| 소노다 | ↑                  | ｜   | ｜   | ｜   | ｜   | ｜   | ｜   |
| 쓰카구치 | ●                  | ●    | ●    | ●    | ●    | ｜   | ●    |
| 무코노소 | ↑                  | ●    | ｜   | ｜   | ｜   | ｜   | ｜   |
| 니시노미야 키타구치 (한큐 니시노미야 가든스마에) | ↑                  | ●    | ◆    | ●    | ●    | ●    | ○    |
| 슈쿠가와 | 이마즈 선에서 직통 | ●    | ●    | ●    | ●    | ●    | ○    |
| 아시야가와 | 이마즈 선에서 직통 | ●    | ●    | ｜   | ｜   | ｜   | ｜   |
| 오카모토 | 이마즈 선에서 직통 | ●    | ●    | ●    | ●    | ●    | ○    |
| 미카게 | 이마즈 선에서 직통 | ●    | ●    | ｜   | ｜   | ｜   | ｜   |
| 롯코 | 이마즈 선에서 직통 | ●    | ●    | ●    | ｜   | ｜   | ○    |
| 오지코엔 (오지도부쓰엔 오지스타디움마에) | 이마즈 선에서 직통 | ●    | ●    | ｜   | ｜   | ｜   | ｜   |
| 가스가노미치 | 이마즈 선에서 직통 | ●    | ●    | ｜   | ｜   | ｜   | ｜   |
| 고베산노미야 | 이마즈 선에서 직통 | ●    | ●    | ●    | ●    | ●    | ○    |
| 범례 - ○ = 고소쿠코베 착발만 정차 - ◆ = 한큐 이마즈 선 직통열차만 정차 - ↑ = 상행 준급 통과역 - 통급 = 통근급행 - 쾌급 = 쾌속급행 - 통특 = 통근특급 - 직특 = 직통특급 |                    |      |      |      |      |      |      |

한큐 전철은 고베 고속 철도 도자이 선 고베산노미야 - 신카이치 구간의 제2종 철도사업자로, 고베산노미야부터 신카이치까지는 직통 운전을 하고 있다.
평일, 토요일과 공휴일에 5시 - 22시경까지 특급과 보통의 배차 간격을 대부분 10분으로 조정한 다이어가 기본으로, 22시 이후에는 특급 대신에 쾌속급행이 운전된다. 평일의 아침 러시 아워 시간대에는 이에 더해 통근특급과 우메다 방면으로만 운행하는 통근급행이, 평일의 저녁 러시 아워 시간대에는 고베 방면으로만 운행되는 통근급행이 운전되고 있다.
토요일에는 휴일 다이어가 적용되고 있다. 이전에는 월요일부터 토요일까지가 평일 다이어, 일요일과 공휴일에는 휴일 다이어(다만 1980년대 중반까지 낮 시간대에는 특급과 보통이 교대로 12분 간격으로 운전되었다)가 적용되어 있었다가, 간사이에서는 게이한 전기 철도에 이어 1992년 12월에 다카라즈카 선, 1993년 2월에 교토 선에서 휴일 다이어가 적용되었다. 당시 상호 직통 운전을 하고 있던 산요 전기 철도 본선, 고베 고속 철도 도자이 선에 입선하던 한신 전기 철도에서 같은날부터 토요 다이어가 도입되었다. 이 토요 다이어는 공휴일 다이어를 기본으로 운송력이 부족한 이참에만 니시노미야키타구치 발 우메다 행의 보통을 증발하는 패턴으로, 2006년 10월 28일의 다이어 개정 이후에는 완전히 폐지된 휴일 다이어와 통합되었다(다만 휴일 다이어로 운전되는 8월 중순의 오본 기간과 연말의 평일 아침에만 임시로 니시노미야키타구치 발 우메다 행 보통은 증발되었다).
승무원은 모든 열차에서 니시노미야키타구치 역에서 교대한다. 한편, 교대하는 승무원은 니시노미야키타구치 발차시, 경적을 울리는 경우가 있다.
이하로 각 종별의 자세한 설명이 이어진다. 열차의 시각은 특기(特記)가 없는 한 2006년 10월 28일의 다이어 개정 당시의 것이다. 현재의 정차역은 옆의 표를 참조하라.

### 특급
고베 본선의 대표적인 종별로, 심야를 제외하고 종일 운전된다. 이른 아침에 니시노미야키타구치 발 신카이치 행을 제외하면 우메다 - 고베 고속 철도 도자이 선의 신카이치까지 운전된다. 평일 아침 러시 아워 시간대에는 10량 1편성으로 운전되며, 고베산노미야 행도 운전된다. 1930년의 운전 개시 이래로, 전시 상황과 한신·아와지 대지진 직후를 제외하고 일관되게 설정되어 왔다. 한신·아와지 대진재 후의 1995년 6월 12일의 다이어 개젱에서 오카모토에, 2006년 10월 28일의 다이어 개정에서는 슈쿠가와 역이 새롭게 정차역이 되었다. 2000년부터 연선의 오지 동물원에서 자이언트 팬더가 공개되어, 행락 시즌에는 가장 가까운 역인 오지코엔 역에서 임시정차하는 경우도 있으나, 현재에는 이루어지지 않고 있다. 낮 시간대에는 주소 - 니시노미야키타구치 구간에서 115km/h로 운전되기 때문에 7000계 이후로 생산된 원핸들 마스콘 방식의 운전대가 설치된 열차만 운용이 한정되어, 이 115km/h로 운전되는 특급은 (A특급)이라고 부른다(투핸들 마스콘 차랴잉 운용되는 때도 있다).
낮 시간대(토요일과 공휴일에는 종일)에는 고소쿠코베에서 한신 전기 철도 본선의 보통열차(고소쿠코베에서 오리카에시)와의 접속을 고려하고 있다. 또한, 우메다 - 다카라즈카 구간에서는 다카라즈카 본선의 급행에 승차하는 것보다도, 실제로는 특급으로 니시노미야키타구치로 가서, 그 역에서 이마즈 (북)선으로 환승할 때 다카라즈카에 더 일찍 도착할 수 있다. 다만 이 구간을 이마즈 (북)선 경유로 승차하라는 안내 활동은 이루어지지 않고 있다.

### 통근특급
특급의 정차역에 이타미 선과의 접속역인 쓰카구치를 추가한 종별이다. 1995년 6월 12일의 다이어 개정때 운전을 개시하여 2006년 10월 28일의 다이어 개정때 슈쿠가와 역이 새로운 정차역이 되었다. 평일 아침 러시 아워 시간대에만 운전된다. 열차는 10량 1편성으로 운전되기도 한다. 정차역은 우메다에서 오카모토가지는 쾌속급행과, 오카모토에서 신카이치까지는 특급과 같은 역에 정차하는데, 쾌속급행과 다른 점은 롯코를 통과한다는 것뿐이다. 과거에는 일시적으로 심야 시간대에도 운전되던 때가 있었다.

### 직통특급
원래 2008년 가을부터 운전을 개시한 종별로, 봄과 가을에 행락기간 한정으로 아랴시야마 역까지 직통하는 임시열차였다. 아라시야마 선 각역의 플랫폼의 유효 길이의 관계로 6량 1편성이며, 7000계 전동차 중 특정 편성이 사용된다. 2009년 가을까지는 임시라는 종별로 운전되어, 직통운전에 충당되는 편성은 문 측면에 이 열차가 직통이라는 것을 나타내는 스티커 등이 붙어있다. 2010년 봄의 행락기부터 새로이 직통특급이라는 종별로 분류되었는데, 직통운전에 충당되는 편성에는 '직통특급'이라는 전용 행선막이 추가되어 있다. 운전일은 봄과 가을철 행락기의 특정 토요일이나 공휴일(운전일시는 공식 웹사이트등에 발표된다)로, 고소쿠코베와 (이마즈 선 경유)다카라즈카 발착이 1일 1왕복 운전되었다. 이 열차는 주소 역에서 스위치 백 운전을 하여 교토 본선에 직통되기 때문에, 우메다 역에서 승차할 수는 없다. 고베 본선 내의 정차역은 고소쿠코베 착발 쾌속급행과 동일하고, 다카라즈카 착발은 준급 정차역과 동일하다. 고소쿠코베 발은 롯코 역에서 특급을 대피한다.

### 쾌속급행
심야의 속달형 우등열차로서 역할이 주어져, 이른 아침에 신카이치 발 우메다 행이 1편 운전되는 것 외에는 기본적으로 22시 이후에 운전된다. 1987년 12월의 다이어 개정때 운전을 개시했다. 평일 저녁 러시 아워 시간대 전, 토·일요일의 낮 시간대나 봄가을의 휴일에 임시열차로 운전되었던 때도 있었다(통칭 '대운전'(大運轉)). 2006년 10월 28일의 다이어 개정에서 통근특급이 슈쿠가와에 정차하게 되면서 통근특급과는 달리 롯코에 정차한다는 것만 다르다. 심야 시간대에는 신카이치 발 니시노미야키타구치 행 열차도 운전된다(이것은 동시간대의 특급으로부터 격하된 것이기도 하다).

### 급행
이타미 선과의 접속역인 쓰카구치에 정차하는 것 외에 니시노미야키타구치 - 고베산노미야 구간의 각역에 정차하는 속달열차로서, 이른 아침과 평일 아침 러시 아워 시간대·심야에만 운전된다. 이른 아침에 고베산노미야 발 우메다 행이 1편, 평일 아침 러시 아워 시간대와 23시 이후의 심야에 우메다 발 고베산노미야 행 또는 니시노미야키타구치 행으로 운전되나, 토요일과 공휴일의 심야 1편만 우메다 발 신카이치 행으로 운전된다. 특급과 비슷하게 전전(戰前)부터 존재해왔던 종별이다. 2001년의 다이어 개정 전까지는 평일 저녁에도 운전되었으나, 현재는 그 시간대에 통근급행이 운전되고 있다. 과거에는 고소쿠코베 착발 열차도 존재했었다.

### 통근급행
무코노소 역 이용승객의 증가를 기원으로 우메다 - 소노다 구간의 혼잡률을 완화할 목적으로 설정된 종별이다. 1995년 6월 다이어 개정때 운전을 개시했다. 급행과 같이 쓰카구치 - 고베산노미야 구간에서는 각역의 속달열차로서, 평일 러시 아워 시간대를 중심으로 운전된다. 한편 아침에는 고베산노미야 발 우메다 행만이 운전되고, 저녁과 야간에는 우메다 발 고베산노미야 행만 운전된다(오리카에시를 한 뒤 상행은 보통으로 운전된다). 아침의 세 편은 니시노미야키타구치에서 10량 1편성으로 운전된다. 2007년 10월 26일까지는 이중 고베산노미야 7:25발 열차와 7:38발 열차가 좌석수납장치가 있는 8200계로 운전되었는데, 좌석을 접은 상태로 증결되어 운전되었다. 또한 저녁과 야간의 열차는 반드시 니시노미야키타구치에서 특급을 대피한다.

### 임시급행
한신 경마장에서 경마가 열리는 날 저녁에는, 이마즈 선 니가와 발 우메다 행 임시급행이 운전된다(니가와 15:30 - 17:00 운전으로 최단 10분 간격). 도중의 정차역은 주소와 쓰카구치만으로, 니시노미야키타구치는 배선 관계상 통과한다(한큐 전철 이마즈 선참조). 과거에는 우메다 발 니가와 행도 운전되었으나, 현재는 운전되지 않고 있다.
우메다 행에 관해서는, 본래의 다이어로는 니시노미야키타구치 발인 정기급행의 일부를 운휴하고 니가와 발 임시급행으로 운전하는 때가 있어(니시노미야키타구치 역의 시각표에는 표시되지 않았다), 니시노미야키타구치에서는 운휴하나 쓰카구치 이동으로는 운전되는 현상이 일어나고 있다. 니가와 행에 관해서는, 오전중에 우메다 발이 20분 정도 간격으로 운전되는데 1990년댜의 다이어 개정이 폐지된 이후로는 오카쇼, 다카라즈카 기념등 한신 경마장에서 GI행사가 열리는 날 아침에만 3편(우메다 837, 857, 917)이 운전되고 있다. 그러나 이용객 감소등의 이유로 2006년 10월 28일의 다이어 개정부터는 운전이 중지되었다.
이 외, 쇼와 50년대까지는 주말의 저녁에 고베산노미야 또는 롯코 발 우메다 행 임시급행이 운전되었는데, 이 열차들은 전면의 열차종별 안내판에서는 임급이라는 두 개의 글자만이 게재되어 있었고, 행선등은 쓰이지 않았다.

### 준급
평일 아침 러시 아워 시간대에 이마즈 선으로부터의 직통 열차로, 다카라즈카 발 우메다 행만이 운전되고 있다. 1957년 10월에 운전을 개시했다. 우메다 도착 후에는 한 편을 제외하고 오리카에시하여 급행으로 운전된다. 다만 배선 관계상 니시노미야키타구치에서 고베 본선으로 이어지는 연락선을 거쳐 운전정차하기는 하나 여객 취급은 이루어지지 않는다. 이때문에 고베 본선을 주행하는 급행과 통근급행보다도 준급이 실질적으로 정차역이 적다. 이것은 이 종별이 이마즈 선 직통으로 존재하기 때문에, 전술한 임시급행에 대한 준급으로, 고베 본선의 급행에 대한 준급이 아니라는 생각 때문이다.
과거에는 니가와 발 우메다 행이 1편 있었는데, 나중에 다카라즈카 발로 변경되었다. 1995년 6월 12일부터 2001년 3월의 다이어 개정까지는 평일 저녁에 3편의 우메다 발 다카라즈카 행 열차도 있었는데, 이 열차는 이마즈 선 내의 플랫폼의 유효길이 때문에 6량 1편성으로 운전되었다.

### 보통
각역에 정차하는 종별로, 하루종일 운전된다. 주된 운전구간은 우메다 - 고베산노미야 구간과 우메다 - 니시노미야키타구치 구간이며, 낮 시간대에는 우메다 - 고베산노미야 구간에서 운전되는데, 상하행 열차 모두 니시노미야키타구치에서 반드시 특급과의 대피 및 접속이 이루어지는데, 니시노미야키타구치 출발 후에는 우메다·고베산노미야까지 다른 종별보다 먼저 도착하는 다이어가 되어 있다. 한신·아와지 대지진 전에는 특급이 우메다 - 고베산노미야 구간에서 소요시간이 최고속도로 26분을 걸려서 운전(평일과 토요일만)했기 때문에 롯코에서 대피를 해야 했다. 한편 고소쿠코베·신카이치로는 원칙적으로 이른 아침과 평일 아침 러시 아워 시간대·심야에만 입선하게 되어 있으며, 평일 저녁에는 운전횟수 조정때문에 니시노미야키타구치 발 고소쿠코베 행 3편이 운전되고 있다. 평일 아침 1편만 무코노소 발 우메다 행이다.
평일 저녁부터 야간까지는 하행열차가 전부 니시노미야키타구치에서 오리카에시를 하는 시간대가 있다. 이 시간대에는 통근급행이 니시노미야키타구치 이서로 각역에 정차하여 이를 커버한다.

## 사용 차량

### 현재의 사용 차량
고베 본선의 차량은 원칙적으로는 8량 1편성으로 운전된다. 다만 아침 러시 아워 시간대에는 2량을 증결해 10량 1편성으로 운전되는 열차가 몇 편 있다. 또한 교토 본선과 직통하는 직통특급은 6량 1편성으로 운전된다.
운전되는 차량은 아래와 같다.
- 5000계
- 6000계 - 구 2200계 포함.
- 7000계 - 7014F, 7017F, 7023F가 이마즈 북선의 예비차량으로 직통특급 운용에 대응한다. 7013이 다카라즈카 선 예비차이다.
- 8000계
- 8200계
- 9000계
- 1000계

### 과거의 사용 챠량
- 3000계
- 5200계
- 2200계 - 형식적으로는 소멸했다. 한신·아와지 대지진의 피해를 받은, 폐차된 차량 이외에는 전장해제상 6000계로 편입되었다.
- 2021계
- 1200계
- 1100계
- 1010계
- 1000계
- 810계
- 800계
- 610계
- 920계
- 900형
- 600형
- 300형
- 98형
- 96형
- 51형
- 1형

## 역사

### 연표
- 1920년 7월 16일 : 한신 급행 전철이 주소 - 고베(후의 가미쓰쓰이 역)구간을 개통시킨다.
- 1926년 7월 5일 : 우메다 - 주소 구간이 고가화된다. 복선의 별선으로 신설된 다카라즈카 선과 분리된다.
- 1930년 4월 1일 : 특급의 운전이 개시된다(전선 소요시간은 30분, 니시노미야키타구치에만 정차했음).
- 1934년 7월 1일 : 특급의 소요시간이 25분으로 단축된다. 이후 '한신 간 25분'은 '쾌속한큐'의 상징이 되었다.
- 1936년
  - 4월 1일 : 니시나다(현재의 오지코엔) - 고베(현재의 산노미야)구간이 개통된다. 니시나다 역이 개업한다. 지금까지의 고베 역을 가미쓰쓰이 역으로 개칭하고, 니시나다 - 가미쓰쓰이 구간은 가미쓰쓰이 선이 된다. 특급은 거리연장에도 불구하고 25분 운전을 유지했다.
  - 9월 12일 : 소노다 역이 개업했다.
- 1937년 10월 20일 : 무코노소 역이 개업했다.
- 1940년 5월 20일 : 가미쓰쓰이 선이 페선되었다.
- 1947년 4월 1일 : 전시중에 운휴했던 급행이 부활했다.
- 1949년
  - 4월 1일 : 전시중에 운휴했던 특급이 부활했다(소요시간 30분, 낮 시간대 12분 간격으로 운전, 주소와 니시노미야키타구치에 정차).
  - 12월 1일 : 최고속도 110km/h가 인가되었다.
  - 12월 3일 : 고베 - 게이한신쿄토(현재의 오미야)구간에 직통특급의 운전이 개시되었다.
- 1950년 : 특급의 소요시간이 28분으로 단축되었다.
- 1951년 10월 8일 : 고베 - 게이한신쿄토 구간의 직통특급이 폐지되었다.
- 1953년 4월 1일 : 평일 낮 시간대의 배차 간격을 12분에서 10분으로 단축한다. 특급과 보통이 낮 시간대 10분 간격으로 운전하는 다이어는 지금까지 50년 이상 이어져오고 있다.
- 1957년 10월 1일 : 평일 아침의 이마즈 선 직통 준급의 운전이 개시되었다.
- 1967년 10월 8일 : 가선전압을 600V에서 1500V로 올린다.
- 1968년
  - 3월 20일 : 다이어 개정에 의해 고베 고속 철도 방면으로의 직통 운전(산노미야 이서로는 회송 취급)이 개시된다.
  - 4월 7일 : 고베 고속 철도·산요 전기 철도와의 상호 직통 운전이 개시된다. 고베 역을 산노미야 역으로 개칭한다.
- 1970년 12월 14일 : 다이어 개정에 의해 평일 아침저녁으로 산노미야에서의 스마우라코엔 착발 특급의 증결 및 해방운용이 개시된다.
- 1978년 3월 10일 : 전선을 궤도법에 기초한 궤도로부터 지방철도법에 기초한 철도로 변경한다.
- 1979년 7월 1일 : 소노다 역 부근의 고가화 공사가 완료되었다.
- 1984년
  - 3월 25일 : 니시노미야키타구치 역의 평면 교차가 해소된다. 휴일의 스마우라코엔 착발 직통열차는 전부 보통열차로 바뀌었다.
  - 5월 5일 : 롯코 역 구내에서 산요 전기 철도 회송열차와의 충돌사고가 발생했다.
  - 6월 1일 : 니시나다 역을 오지코엔 역으로 개칭한다.
- 1985년 10월 19일 : 평일 아침의 특급을 10량 1편성으로 운전하기 시작했다.
- 1987년 12월 13일 : 다이어 개정이 이루어졌다. 주소·다카라즈카·니시노미야키타구치·슈쿠가와·롯코에 정차하는 쾌속급행의 운전이 개시되었다. 특급은 오사카와 고베를 26~27분에 이어주게 되었다. 공휴일 낮 시간대에도 10분 간격 운전이 이루어진다. 평일 아침저녁을 제외하고 스마우라코엔 직통열차는 보통열차로 바뀌었다.
- 1993년 7월 18일 : 다이어 개정에 의해 우메다 - 산노미야 구가의 특급 소요시간이 25분이 되었다.
- 1995년
  - 1월 17일 : 한신·아와지 대지진으로 전선이 불통된다.
  - 1월 18일 : 우메다 - 니시노미야키타구치 구간의 운전이 재개된다.
  - 2월 13일 : 미카게 - 오지코엔 구간이 복구되어 운전을 재개했다. 이 구간에서 보통열차는 오리카에시 운전을 하게 되었다.
  - 3월 13일 : 오지코엔 - 산노미야 구간이 복구되어 운전을 개시했다. 미카게 - 산노미야 구간에서 보통열차는 오리카에시 운전을 하게 되었다.
  - 4월 7일 : 슈쿠가와 - 오카모토 구간이 복구된다. 이 구간에서 보통열차는 오리카에시 운전을 하게 되었다.
  - 6월 1일 : 오카모토- 미카게 구간이 복구된다. 고베 고속 철도의 산노미야 - 하나쿠마 구간의 복구에 따라 슈쿠가와 - 고베 고속 철도 신카이치 구간에서 보통열차가 오리카에시 운전을 하게 되었다.
  - 6월 12일 : 니시노미야키타구치 - 슈쿠가와 구간이 복구되어 고베 본선 전 구간의 운전이 재개된다. 이것에 맞춰 다이어 개정이 실시되어 특급의 정차역에 쓰카구치를 더한 통근특급, 급행의 정차역에 무코노소를 더한 통근급행의 운전이 개시된다. 오카모토 역이 처음으로 특급 전 열차의 정차역이 된다. 이마즈 (북)선을 경유하는 저녁 준급의 운전이 개시된다.
  - 8월 13일 : 고베 고속 철도 도자이 선의 신카이치 - 고소쿠나가타 구간의 복구에 따라 산요 전기 철도 스마우라코엔까지의 직통 운전이 재개된다. 스마우라코엔 직통은 평일과 공휴일에도 종일 특급이 주체가 되었다.
- 1998년 2월 15일 : 고베 본선 열차의 산노미야 이서 직통 구간이 산요 전기 철도 구간에서 고베 고속 철도 신카이치까지의 직통으로 변경된다.
- 2001년 3월 10일 : 이마즈 (북)선을 경유하는 저녁 준급이 폐지되었다. 모든 열차가 8량 1편성화된다.
- 2006년 10월 28일 : 낮 시간대의 간자키가와 - 니시노미야키타구치 구간에 대한 최고속도가 115km/h로 상승되어(한큐 전철 내에서는 최고 속도로, 일본 사철중에서는 4위이다)특급과 통근특급이 새로이 슈쿠가와 역에 정차하게 된다.[2] 또한, 이 다이어 개정에 의해 우메다 발 니가와 행 임시급행이 폐지된다(니가와 발 우메다 행 임시급행은 존속된다).
- 2010년 3월 14일 : 지금까지의 노선도에 대한 고베 선이라는 표기를 고베 본선으로 통일한다.
- 2013년 12월 21일 : 산노미야 역을 고베산노미야 역으로 개칭한다.
- 2019년 10월 1일　우메다 역을 오사카 우메다 역으로 개칭한다.

## 역 목록
| 역 번호 | 역명                                            | 일본어 역명 | 접속 노선 | 역간 거리 | 누적 거리 | 소재지            | 소재지       | 소재지       |
| ------- | ----------------------------------------------- | ----------- | --- | --------- | --------- | ----------------- | ------------ | ------------ |
| HK-01   | 오사카 우메다                                   | 大阪梅田    | 한신 전기 철도 본선 오사카 시 교통국 지하철 미도스지 선·다니마치 선(히가시우메다 역)·요쓰바시 선(니시우메다 역) 도카이도 본선(JR 교토 선·JR 고베 선)·오사카 순환선(오사카역) JR 도자이 선(기타신치역)           | -         | 0.0       | 오사카부 오사카시 | 기타구       | 기타구       |
| HK-02   | 나카츠                                          | 中津        | | 0.9       | 0.9       | 오사카부 오사카시 | 기타구       | 기타구       |
| HK-03   | 주소                                            | 十三        | 한큐 전철 교토 본선·다카라즈카 본선 | 1.5       | 2.4       | 오사카부 오사카시 | 요도가와구   | 요도가와구   |
| HK-04   | 간자키가와                                      | 神崎川      | | 1.7       | 4.1       | 오사카부 오사카시 | 요도가와구   | 요도가와구   |
| HK-05   | 소노다                                          | 園田        | 3.1 | 7.2       | 효고현    | 아마가사키시      | 아마가사키시 |              |
| HK-06   | 츠카구치                                        | 塚口        | 한큐 전철 이타미 선 | 3.0       | 효고현    | 아마가사키시      | 아마가사키시 | 10.2         |
| HK-07   | 무코노소                                        | 武庫之荘    | | 2.1       | 효고현    | 아마가사키시      | 아마가사키시 | 12.3         |
| HK-08   | 니시노미야키타구치 (한큐 니시노미야 가든스마에) | 西宮北口    | 한큐 전철 이마즈 선(직결 운행) | 3.3       | 효고현    | 15.6              | 니시노미야시 | 니시노미야시 |
| HK-09   | 슈쿠가와                                        | 夙川        | 한큐 전철 고요 선 | 2.7       | 효고현    | 18.3              | 니시노미야시 | 니시노미야시 |
| HK-10   | 아시야가와                                      | 芦屋川      | | 2.7       | 효고현    | 21.0              | 아시야시     | 아시야시     |
| HK-11   | 오카모토                                        | 岡本        | JR 고베 선(셋쓰모토야마역) | 2.4       | 효고현    | 23.4              | 고베시       | 히가시나다구 |
| HK-12   | 미카게                                          | 御影        | | 2.2       | 효고현    | 25.6              | 고베시       | 히가시나다구 |
| HK-13   | 롯코                                            | 六甲        | 1.8 | 27.4      | 효고현    | 나다구            | 고베시       |              |
| HK-14   | 오지코엔 (오지도부쓰엔· 오지스타디움마에)       | 王子公園    | 1.8 | 29.2      | 효고현    | 나다구            | 고베시       |              |
| HK-15   | 가스가노미치                                    | 春日野道    | 1.5 | 30.7      | 효고현    | 주오구            | 고베시       |              |
| HK-16   | 고베산노미야                                    | 神戸三宮    | 도카이도 본선(JR 고베 선) 한신 전기 철도 본선 한큐 전철 고베 고속 선(직결 운행) 고베 시 교통국 지하철 세이신·야마테 선 고베 시 교통국 지하철 가이간 선(산노미야·하나도케이마에 역) 고베 신교통 포트 아일랜드 선 | 1.6       | 효고현    | 주오구            | 고베시       | 32.3         |

## 같이 보기
- 일본의 철도 노선 목록
- 한신 고쿠도 궤도(후의 한신 고쿠도 선)
- 한신 간 모더니즘
- 신쿄·게이호 특급
- She's Rain(스토리가 한큐 고베 본선의 주변을 배경으로 한다)